# Sœurs capucines de l'Immaculée de Lourdes
Les sœurs capucines de l'Immaculée de Lourdes (en latin : Congregationis Sororum Capuccinarum ab Immaculata Lapurdensi) sont une congrégation religieuse féminine enseignante et hospitalière de droit pontifical.

## Historique
Le 13 juin 1887, Caroline Santocanale prend l'habit du Tiers-Ordre franciscain dans l'église de Cinisi. Au cours des deux mois suivants, trois autres jeunes filles la rejoignent. Lors d'une retraite spirituelle, le Père Jean Marie Schiavo, capucin, remarque qu'elles ne sont que tertiaires alors qu'elles se croient religieuses. Le père Schiavo commence la rédaction de constitutions religieuses et œuvre aussi pour obtenir leur agrégation à l’ordre des capucins ainsi que l'approbation de l’évêque.
Le 26 février 1908, deux statues représentant la Vierge et Bernadette Soubirous arrivent au couvent. Le 16 juillet suivant, jour anniversaire de la dernière apparition de Lourdes, elles sont placés dans une réplique de la grotte de Lourdes dans la chapelle des sœurs. À partir de ce jour, l'institut est officiellement placé sous le patronage de l'Immaculée de Lourdes. Le 8 décembre 1909, la congrégation est agrégée aux capucins et reçoit l'approbation de l'archevêque de Monreale, Mgr Domenico Gaspare Lancia di Brolo. Le 13 juin 1910, Caroline Santocanale et onze autres sœurs, revêtent l'habit religieux marron semblable à celui des pères capucins. L'institut reçoit le décret de louange le 16 décembre 1962 et l'approbation du Saint-Siège le 20 novembre 1968.

## Activité et diffusion
Les sœurs se consacrent à l'enseignement, au soin des malades et aux missions.
Elles sont présentes en :
- Europe : Italie, Albanie.
- Amérique : Brésil, Mexique.
- Afrique : Madagascar.

La maison-mère se trouve à Palerme.
En 2017, la congrégation comptait 152 religieuses répartis dans 28 maisons.